# العلاقات اليمنية الليختنشتانية
العلاقات اليمنية الليختنشتانية هي العلاقات الثنائية التي تجمع بين اليمن وليختنشتاين.

## مقارنة بين البلدين
هذه مقارنة عامة ومرجعية للدولتين:
| وجه المقارنة                                              | اليمن         | ليختنشتاين                                 |
| --------------------------------------------------------- | ------------- | ------------------------------------------ |
| المساحة (كم2)                                             | 555.00 ألف    | 16                                         |
| عدد السكان (نسمة)                                         | 28.25 مليون   | 37.47 ألف                                  |
| الكثافة السكانية (ن./كم²)                                 | 50.9          | 234.19 ألف                                 |
| العاصمة                                                   | صنعاء، عدن    | فادوتس                                     |
| اللغة الرسمية                                             | اللغة العربية | اللغة الألمانية                            |
| العملة                                                    | ريال يمني     | فرنك سويسري                                |
| الناتج المحلي الإجمالي (بليون دولار)                      | 18.21 مليار   | 6.29 مليار                                 |
| الناتج المحلي الإجمالي (تعادل القوة الشرائية) بليون دولار | 75.69 مليار   |                                            |
| الناتج المحلي الإجمالي الاسمي للفرد دولار أمريكي          | 1.41 ألف      |                                            |
| الناتج المحلي الإجمالي للفرد دولار أمريكي                 |               |                                            |
| مؤشر التنمية البشرية                                      | 0.498         | 0.908                                      |
| رمز المكالمات الدولي                                      | +967          | +423                                       |
| رمز الإنترنت                                              | .ye           | .li                                        |
| المنطقة الزمنية                                           | ت ع م+03:00   | توقيت وسط أوروبا، ت ع م+01:00، ت ع م+02:00 |

## منظمات دولية مشتركة
يشترك البلدان في عضوية مجموعة من المنظمات الدولية، منها:
| علم المنظمة | اسم المنظمة                   | تاريخ انضمام اليمن | تاريخ انضمام ليختنشتاين |
| ----------- | ----------------------------- | ------------------ | ----------------------- |
|             | الاتحاد البريدي العالمي       | ?                  | ?                       |
|             | الاتحاد الدولي للاتصالات      | 1931               | 25 يوليو 1963           |
|             | منظمة حظر الأسلحة الكيميائية  | ?                  | ?                       |
|             | الأمم المتحدة                 | 30 سبتمبر 1947     | 18 سبتمبر 1990          |
|             | منظمة الشرطة الجنائية الدولية | ?                  | ?                       |